# 本島修
本島 修（もとじま おさむ、1948年12月5日 - ）は、日本の工学者、工学博士。専門は、核融合エネルギー開発研究、プラズマ物理学、超電導工学。
京都大学ヘリオトロン核融合研究センター教授、名古屋大学プラズマ研究所教授、核融合科学研究所所長、総合研究大学院大学物理科学研究科核融合科学専攻長、国際核融合エネルギー研究開発機構(ITER)機構長などを歴任。

## 来歴
1971年、京都大学理学部を卒業。1976年3月、京都大学大学院工学研究科電気工学第二専攻博士課程単位取得退学。9月、京都大学工学博士号を取得する。
その後、京都大学ヘリオトロン核融合研究センターで助手や助教授を務め、1987年7月に教授に就任。1988年4月、名古屋大学プラズマ研究所教授に就任。
1989年5月、名古屋大学プラズマ研究所を改組して設立された核融合科学研究所の教授に就任。2003年4月には所長に就任。
2004年4月、総合研究大学院大学物理科学研究科核融合科学専攻長、自然科学研究機構理事・副機構長に就任。
2008年6月、ITER理事会理事に就任。2009年3月、スウェーデン王立科学工学アカデミー会員となる。
2010年7月、第2代ITER機構長に就任。2015年3月に機構長を退任し、名誉機構長となる。
2021年4月、第2代ITER機構長としてITER施設の建設の初期段階を指揮したこと等が高く評価され、フランス政府レジオン・ドヌール勲章シュヴァリエを受章。
その他に、中部大学理事・学事顧問、未来エネルギー研究協会会長、近藤記念財団理事、太平洋工業株式会社社外取締役を務める。

## 所属
出典:
- プラズマ・核融合学会
- 日本物理学会
- 日本原子力学会
- 低温工学・超伝導学会
- アメリカ物理学会(The American Physical Society)

## 受賞歴、その他
出典:
- 電気学会論文賞 (1994年10月)
- プラズマ核融合学会技術進歩賞 (1997年11月)
- 未踏科学研究協会超伝導科学技術賞 (2001年5月)
- Alfven Laboratory Royal Institute of Technology Alfven Award (2002年6月)
- 第38回SDA賞パブリック部門入選 (2004年12月)
- 科学技術分野の文部科学大臣表彰科学技術賞 (2006年4月)
- 米国核融合エネルギー協会優秀功績賞 (2008年12月)
- 核融合科学研究所名誉教授 (2010年4月)
- プロバンス大学(University of Provence, フランス)名誉博士号(Docteur Honoris Causa) (2011年9月)
- 中国科学技術大学名誉教授 (2011年11月)
- ゲント大学名誉博士号 (2012年3月)
- 総合研究大学院大学名誉教授 (2013年4月)